# Crepúsculo (película de 1945)
Crepúsculo es una película dramática mexicana de 1945 dirigida por Julio Bracho y protagonizada por Arturo de Córdova, Gloria Marín y Julio Villarreal.

## Sinopsis
Poco antes de emprender un viaje a Europa, el célebre Doctor Alejandro Mangino ve a su exnovia Lucía posando desnuda en una clase de arte. Él se enamora una vez más de ella, pero después de regresar de Europa descubre que está casada con su mejor amigo, Ricardo. Intenta desesperadamente evitar a Lucía, pero lucha por superar sus sentimientos obsesivos. Ella lo incita a tener una aventura, a pesar de las preocupaciones de Cristina, la hermana menor de Lucía, quien también está enamorada del Doctor Mangino. Mangino queda en un estado de trauma psicológico cuando tiene que operar a Ricardo para salvarle la vida.

## Reparto
- Arturo de Córdova - Alejandro Mangino
- Gloria Marín - Lucía
- Julio Villarreal - Maestro de psiquiatría
- Manuel Arvide - Ricardo Molina
- Octavio Martínez - Sebastián, mayordomo
- Felipe Montoya - Primitivo
- Manuel Noriega - Papá de Lucía
- Jesús Valero - Escultor
- Lilia Michel - Cristina
- Lidia Franco - Mamá de Lucía
- Carlos Aguirre - Raúl
- María Gentil Arcos - Madre de Lucia
- Francisco Jambrina - Doctor Díaz González
- Chel López - Chofer
- Luz María Núñez - Enfermera
- Salvador Quiroz - José
- Humberto Rodríguez - José, Conserje
- Félix Samper - Invitado a reunión
- Manuel Trejo Morales - Invitado a reunión
- Armando Velasco - Conductor del tren